# Heliophanus harpago
Heliophanus harpago este o specie de păianjeni din genul Heliophanus, familia Salticidae, descrisă de Simon, 1910. Conform Catalogue of Life specia Heliophanus harpago nu are subspecii cunoscute.